# Open 13 2022
Open 13 Provence 2022 là một giải quần vợt nam thi đấu trên mặt sân cứng trong nhà. Đây là lần thứ 30 giải Open 13 được tổ chức, và là một phần của ATP Tour 250 trong ATP Tour 2022. Giải đấu diễn ra tại Palais des Sports de Marseille ở Marseille, Pháp, từ ngày 14 đến ngày 20 tháng 2 năm 2022.

## Điểm và tiền thưởng

### Phân phối điểm
| Sự kiện | VĐ  | CK  | BK | TK | Vòng 1/16 | Vòng 1/32 | Q  | Q2 | Q1 |
| Đơn     | 250 | 150 | 90 | 45 | 20        | 0         | 12 | 6  | 0  |
| Đôi     | 250 | 150 | 90 | 45 | 0         | —         | —  | —  | —  |

### Tiền thưởng
| Sự kiện | VĐ      | CK      | BK      | TK      | Vòng 1/16 | Vòng 1/32 | Q2     | Q1     |
| Đơn     | €58,470 | €40,930 | €27,110 | €18,070 | €11,695   | €6,380    | €3,190 | €1,595 |
| Đôi*    | €20,730 | €15,880 | €9,570  | €6,380  | €3,720    | —         | —      | —      |

*mỗi đội

## Nội dung đơn

### Hạt giống
| Quốc gia | Tay vợt               | Xếp hạng1 | Hạt giống |
| -------- | --------------------- | --------- | --------- |
| GRE      | Stefanos Tsitsipas    | 4         | 1         |
| RUS      | Andrey Rublev         | 7         | 2         |
| CAN      | Félix Auger-Aliassime | 9         | 3         |
| RUS      | Aslan Karatsev        | 14        | 4         |
| BLR      | Ilya Ivashka          | 48        | 5         |
| NED      | Tallon Griekspoor     | 62        | 6         |
| AUS      | Alexei Popyrin        | 66        | 7         |
| ITA      | Gianluca Mager        | 67        | 8         |
| FRA      | Benjamin Bonzi        | 68        | 9         |

- Bảng xếp hạng vào ngày 7 tháng 2 năm 2022.[2]

### Vận động viên khác
Đặc cách:
- Jo-Wilfried Tsonga
- Lucas Pouille
- Gilles Simon

Vượt qua vòng loại:
- Damir Džumhur
- Mikhail Kukushkin
- Tomáš Macháč
- Roman Safiullin

Thua cuộc may mắn:
- Zizou Bergs

### Rút lui
Trước giải đấu
- Ričardas Berankis → thay thế bởi  Pierre-Hugues Herbert
- Ugo Humbert → thay thế bởi  Dennis Novak
- Gianluca Mager → thay thế bởi  Zizou Bergs
- Jannik Sinner → thay thế bởi  Kamil Majchrzak

## Nội dung đôi

### Hạt giống
| Quốc gia | Tay vợt               | Quốc gia | Tay vợt              | Xếp hạng1 | Hạt giống |
| -------- | --------------------- | -------- | -------------------- | --------- | --------- |
| FRA      | Pierre-Hugues Herbert | FRA      | Nicolas Mahut        | 13        | 1         |
| RSA      | Raven Klaasen         | JPN      | Ben McLachlan        | 66        | 2         |
| NED      | Matwé Middelkoop      | GER      | Andreas Mies         | 69        | 3         |
| GBR      | Jonny O'Mara          | ESP      | David Vega Hernández | 160       | 4         |

- 1 Bảng xếp hạng vào ngày 7 tháng 2 năm 2022.

### Vận động viên khác
Đặc cách:
- Ugo Blanchet /  Timo Legout
- Lucas Pouille /  Gilles Simon

Thay thế:
- Hunter Reese /  Sem Verbeek

### Rút lui
Trước giải đấu
- Sander Arends /  David Pel → thay thế bởi  Hunter Reese /  Sem Verbeek
- Hugo Gaston /  Ugo Humbert → thay thế bởi  Hugo Gaston /  Holger Rune

## Nhà vô địch

### Đơn
- Andrey Rublev đánh bại  Félix Auger-Aliassime, 7–5, 7–6(7–4)

### Đôi
- Denys Molchanov /  Andrey Rublev đánh bại  Raven Klaasen /  Ben McLachlan, 4–6, 7–5, [10–7]